# Gabrovowiki
Gabrovowiki (известна още като Онлайн енциклопедия на Габрово) e онлайн енциклопедия на български език за теми, свързани с Габрово. Използва безплатния уики софтуер с отворен код „МедияУики“. Стартира през ноември 2013 г.

## История
Създадена е през ноември 2013 г. по идея на Момчил Цонев и по проект по програма „Култура“ на община Габрово. Към декември 2013 г. включва статии в няколко големи тематични категории – „Възраждане“, „Габрово 1878-1944“, „Архитектура“, „Квартали“, „Габровски хумор“, „Фестивали“, „Празници“, „Културни организации“, „Европейска столица на културата“, „Габрово – живият град“. През 2014 г. е осъществено партньорство с Научноинформационен център „Българска енциклопедия“ при БАН, издател на енциклопедичния труд „Априловски свод“, чийто автор Петрана Колева и издателството предоставят съгласието си техни статии да бъдат публикувани в енциклопедията.